# Tempus fugit
|  | Aquest article tracta sobre la locució llatina; per la pel·lícula d'Enric Folch, vegeu l'article Tempus fugit (pel·lícula). |

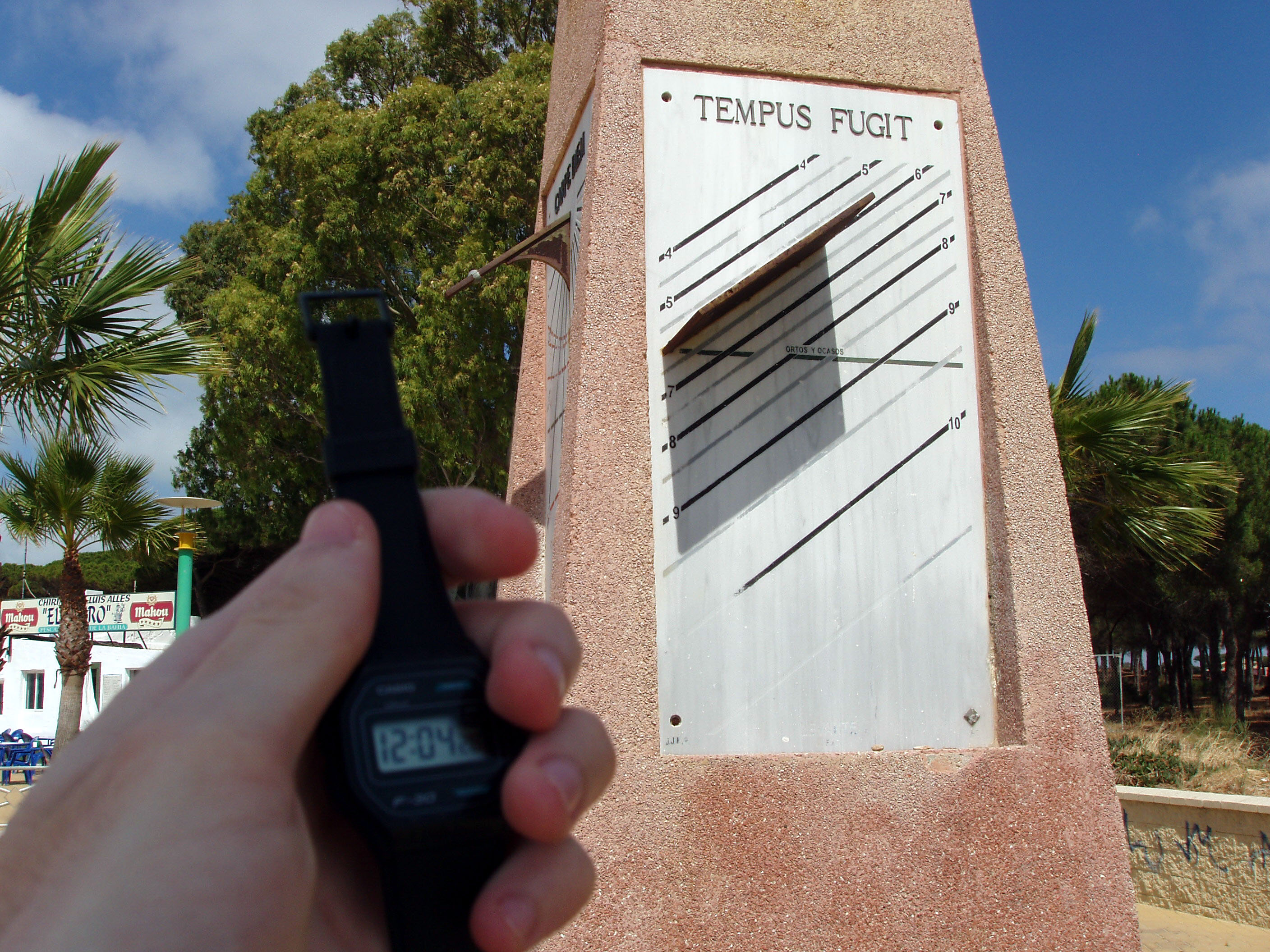
Inscripció Tempus fugit en un rellotge de sol.

Tempus fugit és una locució llatina que significa el temps s'escapa, i que convida a no perdre'l. És un tòpic literari sobre la brevetat de la vida. L'expressió apareix per primer cop al llibre III de les Geòrgiques, poema escrit pel poeta llatí Virgili. La frase exacta és «Sed fugit interea fugit irreparabile tempus»," Però mentrestant fuig, fuig irreparable el temps".
Aquesta frase llatina es troba sovint inscrita als grans rellotges de pèndol. En alguns rellotges de sol es pot trobar també aquesta frase completa: «Tempus fugit, sicut nubes, quasi naves, velut umbra», "El temps vola, com els núvols, com les naus, com les ombres".